# Panzeria vagans
Panzeria vagans är en tvåvingeart som först beskrevs av Johann Wilhelm Meigen 1824.  Panzeria vagans ingår i släktet Panzeria och familjen parasitflugor. Inga underarter finns listade i Catalogue of Life.